# Novosemeniv, Bilohirea
Novosemeniv (în ucraineană Новосеменів) este un sat în comuna Semeniv din raionul Bilohirea, regiunea Hmelnîțkîi, Ucraina.

## Demografie
Componența lingvistică a localității Novosemeniv
     Ucraineană (100%)
Conform recensământului din 2001, toată populația localității Novosemeniv era vorbitoare de ucraineană (100%).